# Uk (città)
Uk (in russo Ук?) è un insediamento di tipo urbano della Russia, situato nell'Oblast' di Irkutsk.